# Devoirs de vacances
Devoirs de vacances, sous-titré de la pensionnaire Nadenka N. (en russe : Kanikouliarnye raboty institoutki Nadenki N.), est une nouvelle d’Anton Tchekhov, parue en 1880.

## Historique
Devoirs de vacances est publiée dans la revue russe La Libellule du 15 juin 1880, sous le pseudonyme de Tchekhonte. Autre traduction française sous le titre Devoirs de vacances de l'institut Nadenki N..
C’est une nouvelle ironique et humoristique sur les pensées d’une jeune fille de bonne société.

## Résumé
La jeune Nadenka N a sa liste de devoirs de vacances. On y trouve des exemples de propositions coordonnées (« Récemment la Russie s’est battue avec l’étranger à l’occasion de quoi on a tué beaucoup de Turcs »), des exemples d’accord des mots (« Les paysans sont affreusement sales parce qu’ils sont criblés de goudron et qu’ils n’engagent pas de femmes de chambre. » ), une rédaction sur ses lectures pendant l’été (Alexandre Dumas, Tourgueniev) et ses occupations (« une vilaine banque voulait prendre la maison »). Enfin, un problème d’arithmétique que Nadenka arrange à sa façon.

## Édition française
- Devoirs de vacances, traduit par Madeleine Durand avec la collaboration d’E. Lotar, Vladimir Pozner et André Radiguet, dans le volume Premières nouvelles, Paris, 10/18, coll. « Domaine étranger » no 3719, 2004  (ISBN 2-264-03973-6)